# Centro de Arte Moderna Gulbenkian

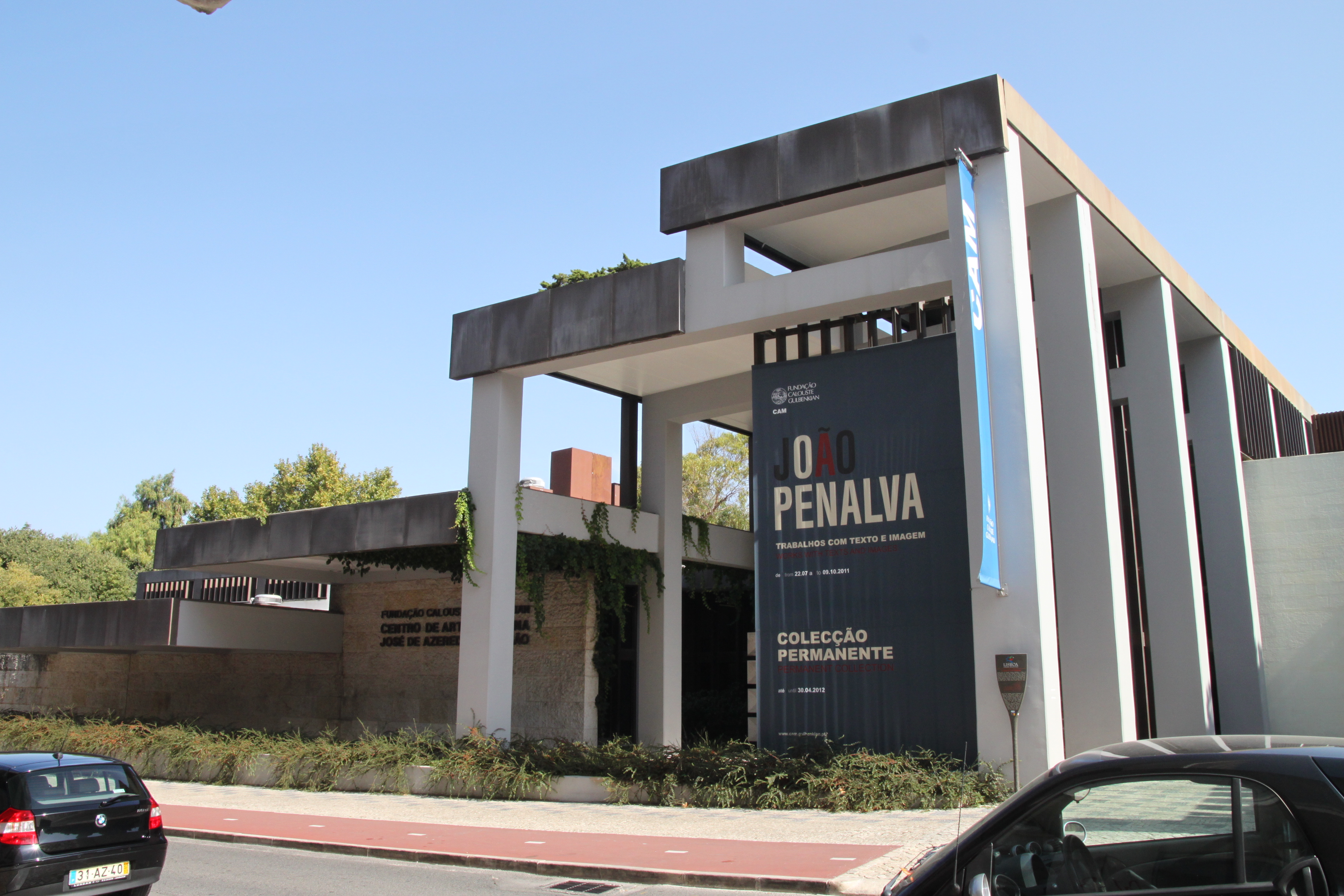
Centro de Arte Moderna José de Azeredo Perdigão

Centro de Arte Moderna José de Azeredo Perdigão of CAMJAP is een museum voor moderne kunst, gelegen aan de Rua Dr. Nicolau de Bettencourt in de Portugese hoofdstad Lissabon.
Het museum is evenals Museu Calouste Gulbenkian onderdeel van de Calouste Gulbenkian Foundation, een stichting onder voorzitterschap van José de Azeredo Perdigão. Het museumgebouw werd naar een ontwerp van de Engelse architect Leslie Martin in samenwerking met een Portugees team gebouwd in het Calouste Gulbenkian Park achter Museu Calouste Gulbekian en in 1984 geopend. Het was het eerste museum in zijn soort in Portugal en biedt ruimte aan de collectie moderne en hedendaagse kunst.

## Collectie
- Moderne Portugese kunst van de jaren twintig tot 1960: onder anderen Amadeo de Souza-Cardoso en Robert Delaunay, die gedurende de Eerste Wereldoorlog in Lissabon verbleef.
- Schilder- en beeldhouwkunst, alsmede fotografie vanaf 1960: vooral Portugese en Britse kunstenaars. De collectie Britse kunst (van Pop-art tot minimal Art) omvat werk van vele moderne en hedendaagse kunstenaars en werd en wordt nog actief verzameld.

Sinds de jaren vijftig heeft de Calouste Gulbenkian Foundation belangrijke donaties ontvangen van kunstenaars, erfgenamen of nabestaanden en verzamelaars, zoals Sonia Delaunay-Terk, de weduwe van Amadeo de Souza-Cardoso, Maria Helena Vieira da Silva, de Hongaarse schilder Arpad Szenes, de Spaanse beeldhouwer Pablo Gargallo, de Henry Moore Foundation en vele anderen.
Door de band, die het museum heeft met Armeense kunstenaars, bevindt zich werk van de kunstenaar Arshile Gorky (3 schilderijen en 1 tekening) in de collectie. Voorts toont het museum van Gorky nog schilderijen, tekeningen en drie beelden, die in langdurige bruikleen zijn verkregen van de Armeense Kerk in De Verenigde Staten.

## Fotogalerij

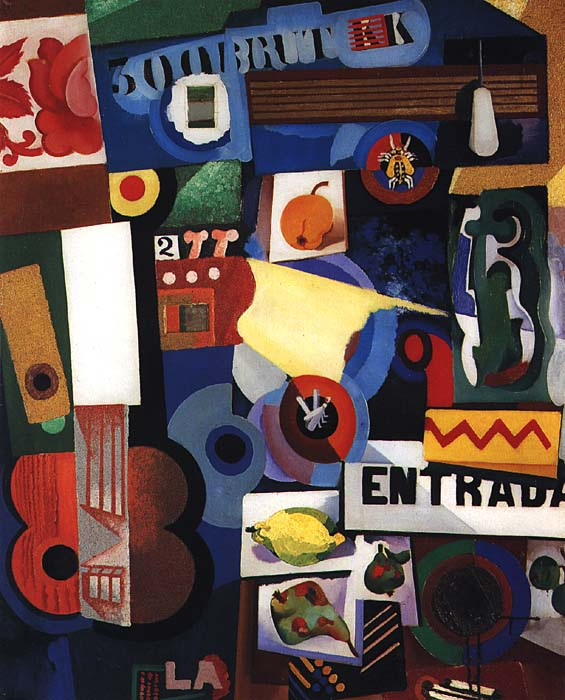
Amadeo de Souza-Cardoso: Entrada (1917)
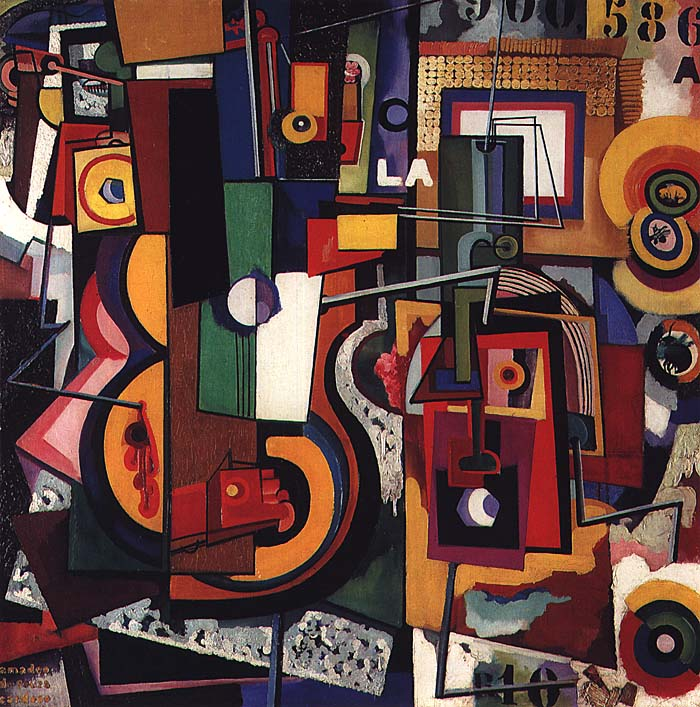
Amadeo de Souza-Cardoso: Pintura (1917)